# DeKalb Avenue (stacja metra na Fourth Avenue Line)
DeKalb Avenue – stacja metra nowojorskiego, na linii B, D, N, Q i R. Znajduje się w dzielnicy Brooklyn, w Nowym Jorku i zlokalizowana jest pomiędzy stacjami Grand Street, Canal Street, Jay Street – MetroTech oraz Atlantic Avenue – Pacific Street. Została otwarta 26 listopada 1967.